# Lùguò wèilái
Lùguò wèilái (路過未來) é um filme de drama chinês de 2017 dirigido e escrito por Li Ruijun. Protagonizado por Yang Zishan e Yi Fang, estreou no Festival de Cannes 2017, no qual competiu para Un certain regard.

## Elenco
- Yang Zishan
- Yi Fang